# Tu viện Břevnov

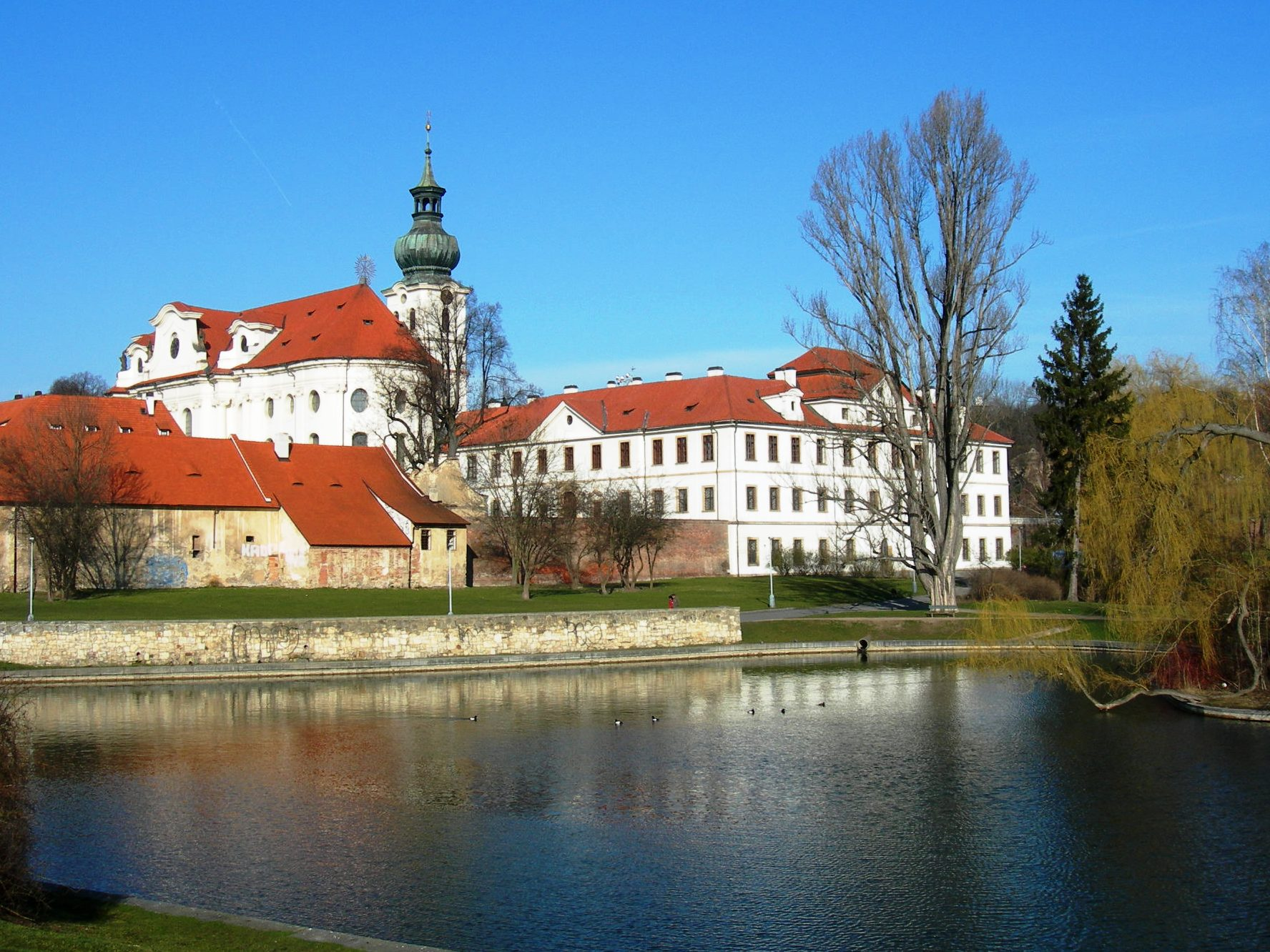
Tu viện Břevnov

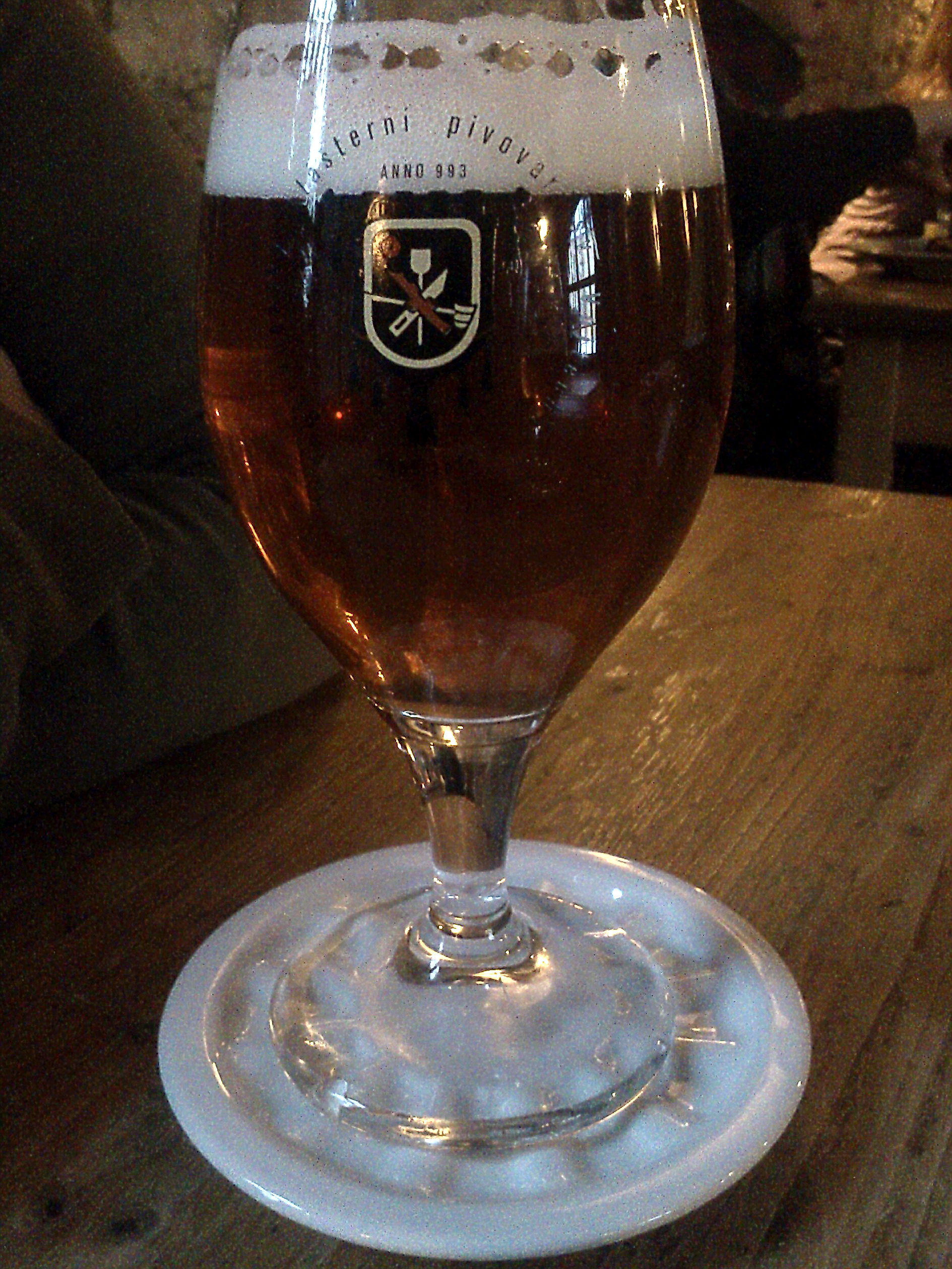
Bia Břevnovský Benedict, Anno 993

Tu viện Břevnov (tiếng Séc: Břevnovský klášter, tiếng Đức: Stift Breunau) là một Tu viện của Dòng Thánh Bênêđíctô ở quận Břevnov của thành phố Praha, Cộng hòa Séc. Giám mục thứ hai của Praha, Thánh Adalbert cùng với sự hỗ trợ của Boleslav II, công tước xứ Bohemia đã thành lập tu viện vào năm 993 sau Công nguyên. Tu viện Dòng Thánh Bênêđíctô đầu tiên thành lập ở Bohemia, đây là nơi có truyền thống nấu bia lâu đời nhất ở Cộng hòa Séc. Mặc dù trải qua rất nhiều biến cố khiến quá trình nấu bia gián đoạn, nhưng cho đến ngày nay, đây vẫn là nơi hoạt động chính của Nhà máy bia nổi tiếng thuộc Tu viện Břevnov.

## Lịch sử
Giám mục Vojtěch là người đầu tiên thành lập tu viện Břevnov vào đầu những năm 990. Nhưng ngay sau đó, ông rời Bohemia vào năm 994 vì có tranh chấp với người cai trị ở đây. Sau đó, công tước người Séc Bretislav I tiếp tục công cuộc hoàn thiện tu viện bằng việc xây dựng nhà thờ bằng đá và quản lý phần còn lại tu viện của Gunther xứ Bohemia. Gunther một nhà sư từ Tu viện Niederaltaich, Công quốc Bayern.
Trong cuộc Chiến tranh Hussite vào những năm 1420, toàn bộ tu viện bao gồm cả nhà máy bia bị tấn công dữ dội, do đó tu viện trưởng và các nhà tu đã chạy trốn đến thị trấn Broumov. Sau Chiến tranh Ba mươi năm, kiến trúc sư nổi tiếng người Baravia, Christoph Dientzenhofer tiến hành việc xây dựng tu viện theo kiến trúc Baroque vào năm 1708–1740. Con trai của ông là Kilian Ignaz Dientzenhofer là người đảm nhiệm việc thiết kế toàn bộ nội thất của các tòa nhà, bao gồm nhà thờ Thánh Margaret, các tòa nhà của tu viện và cả nơi ở của giám mục. Tiêu biểu là các tác phẩm vĩ đại như bàn thờ của Petr Brandl, bức bích họa trên trần nhà của Cosmas Damian Asam và các tác phẩm bằng vữa của anh trai Egid Quirin Asam.
Sau khi Đức chiếm đóng Tiệp Khắc trong chiến thế giới thứ hai vào năm 1938, Lực lượng vũ trang của Đức Quốc Xã đã chiếm giữ tu viện. Tuy nhiên, vào năm 1950, chính phủ Cộng sản Tiệp Khắc chính thức thu hồi tu viện. Sau khi trụ trì Anastáz Opasek (1913–1999) nhận án phạt vì tội phản quốc trong phiên tòa dàn dựng, chính phủ đã giải thể tu viện và trục xuất các tu sĩ còn lại.
StB là chủ sở hữu của khu phức hợp đến năm 1990. Sau cuộc Cách mạng Nhung, công cuộc sửa chữa toàn diện tu viện tiến hành từ năm 1991 đến năm 1993 để kỷ niệm 1000 năm thành lập. Năm 1997, Giáo hoàng John Paul II đến thăm tu viện và ngài đã ra quyết định nâng vị thế của tu viện lên hàng Archabbey.
Tu viện từng là cảm hứng cho cho căn Biệt thự Hoa Hồng Đỏ (2005) trong series anime/manga nổi tiếng Monster của Naoki Urasawa.
Năm 2011, sau 120 năm gián đoạn vì biến cố, Nhà máy bia Tu viện Břevnov đã mở cửa trở lại và sản xuất bia với thương hiệu Břevnovský Benedict.